# Paris Centre

Logo

Paris Centre is de naam die gegeven wordt aan de territoriale eenheid ("secteur") die ontstaan is na de samenvoeging van de eerste 4 arrondissementen (1, 2, 3 en 4) van Parijs. De samenvoeging kwam tot stand na de gemeentelijke verkiezingen van 2020. De eerste burgemeester van de nieuwe entiteit was Ariel Weil (PS). De nieuwe bestuurlijke zetel is gevestigd in de oude mairie van het 3e arrondissement.

## Geschiedenis
De burgemeester van Parijs stelde in februari 2016 aan de Raad van Parijs een project voor om rond 2020 de eerste vier arrondissementen samen te voegen tot een entiteit die dan net iets meer dan 100.000 inwoners zou hebben. Dit hervormingsvoorstel werd in februari 2016 tijdens de Raad van Parijs goedgekeurd.
Het 3e arrondissement had de grootste bevolking van de vier betrokken stadsdelen en daarom werd het stadhuis van dit arrondissement aangewezen als huisvesting voor het nieuwe stadsdeelbestuur. Vanaf februari 2017 is het gebouw gerenoveerd en klaargemaakt om als stadhuis van het nieuwe arrondissement te dienen. Daarnaast werd het stadhuis van het 4e arrondissement aan de Place Baudoyer gebruikt om enkele diensten van de centrale stad huisvesten, daar deze slechts op 300 meter afstand van het andere gebouw ligt. De gemeentehuizen van het eerste en tweede arrondissement werden als te klein beschouwd en verliezen hun functie.
In mei 2018 werden stemgerechtigden van de vier betrokken stadsdelen opgeroepen door middel van een poststemming  te kiezen tussen de stadhuizen van de 3e en 4e  en ook een naam van de entiteit die de vier arrondissementen groepeert te kiezen. Het stadsbestuur legde vier opties voor:  "Paris Centre" ("Parijs-Centrum"), "Coeur de Paris" ("hart van Parijs"), "Premiers arrondissements de Paris" (Eerste arrondissementen van Parijs) en "Paris 1 2 3 4". Het is dus uiteindelijk Paris-Centre geworden alsook het gemeentehuis van het 3e arrondissement.
In augustus 2016 werd een wetsvoorstel ingediend ingediend om dit voorstel uit te voeren. Het wetsvoorstel is in februari 2017 aangenomen.
De hervorming, die van toepassing is vanaf de dag na de tweede ronde van de gemeenteraadsverkiezingen van 2020, schrapt de eerste vier arrondissementen niet maar groepeert ze in één administratieve en electorale eenheid Deze sector heeft één gemeenteraad en een gemeenschappelijke burgemeester van de vier arrondissementen. Deze administratieve werkwijze is te vergelijke met de situatie in Marseille, waar de zestien arrondissementen zijn onderverdeeld in acht sectoren. Het aantal raadsleden blijft ongewijzigd.
Het grondgebied van de stad Parijs moet daarom worden verdeeld in 17 sectoren, bovenop de 20 huidige districten. De Assemblee Generale heeft bepaald dat de nummering van de sectoren identiek zou zijn aan die van de overeenkomstige arrondissementen: deze gaat dus rechtstreeks van nummer 1 naar nummer 5. De postcodes blijven hetzelfde (75001 tot 75004).